# Rubinsteingambiet
Het Rubinsteingambiet is in de opening van een schaakpartij een variant van het Spaans Vierpaardenspel.
Het heeft de volgende beginzetten: 1.e4 e5 2.Pf3 Pc6 3.Pc3 Pf6 4.Lb5 Pd4.
Eco-code C 48.